# Ronde van Vlaanderen 2023
Ronde van Vlaanderen 2023 – 107. edycja wyścigu kolarskiego Ronde van Vlaanderen, która odbyła się 2 kwietnia 2023 na liczącej ponad 273 kilometry trasie z Brugii do Oudenaarde. Impreza kategorii 1.UWT była częścią UCI World Tour 2023.

## Uczestnicy

### Drużyny
| WorldTeams (18)- AG2R Citroën Team - Alpecin-Deceuninck - Astana Qazaqstan Team - Bahrain Victorious - Bora-Hansgrohe - Cofidis - EF Education-EasyPost - Groupama-FDJ - Ineos Grenadiers - Intermarché-Circus-Wanty - Jumbo-Visma - Movistar Team - Soudal Quick-Step - Arkéa-Samsic - Team DSM - Team Jayco AlUla - Trek-Segafredo - UAE Team Emirates ProTeams (7)- Bingoal WB - Israel-Premier Tech - Lotto Dstny - Q36.5 Pro Cycling Team - Team Flanders-Baloise - TotalEnergies - Uno-X Pro Cycling Team |
| |

### Lista startowa
| Alpecin-Deceuninck ADC | Alpecin-Deceuninck ADC     | Alpecin-Deceuninck ADC |
| ---------------------- | -------------------------- | ---------------------- |
| Nr                     | Kolarz                     | Miejsce                |
| 1                      | Mathieu van der Poel (NED) | 2.                     |
| 2                      | Silvan Dillier (SUI)       | 80.                    |
| 3                      | Maurice Ballerstedt (GER)  | DNF                    |
| 4                      | Michael Gogl (AUT)         | DNF                    |
| 5                      | Søren Kragh Andersen (DEN) | DNF                    |
| 6                      | Gianni Vermeersch (BEL)    | 30.                    |
| 7                      | Xandro Meurisse (BEL)      | 54.                    |

| Jumbo-Visma TJV | Jumbo-Visma TJV            | Jumbo-Visma TJV |
| --------------- | -------------------------- | --------------- |
| Nr              | Kolarz                     | Miejsce         |
| 11              | Wout van Aert (BEL)        | 4.              |
| 12              | Edoardo Affini (ITA)       | DNF             |
| 13              | Tiesj Benoot (BEL)         | 13.             |
| 14              | Christophe Laporte (FRA)   | 14.             |
| 15              | Tim van Dijke (NED)        | 42.             |
| 16              | Tosh Van der Sande (BEL)   | DNF             |
| 17              | Nathan Van Hooydonck (BEL) | 11.             |

| UAE Team Emirates UAD | UAE Team Emirates UAD      | UAE Team Emirates UAD |
| --------------------- | -------------------------- | --------------------- |
| Nr                    | Kolarz                     | Miejsce               |
| 21                    | Tadej Pogačar (SLO)        | 1.                    |
| 22                    | Rui Oliveira (POR)         | 58.                   |
| 23                    | Sjoerd Bax (NED)           | 68.                   |
| 24                    | Mikkel Bjerg (DEN)         | 15.                   |
| 25                    | Vegard Stake Laengen (NOR) | 69.                   |
| 26                    | Matteo Trentin (ITA)       | 10.                   |
| 27                    | Tim Wellens (BEL)          | DNF                   |

| AG2R Citroën Team ACT | AG2R Citroën Team ACT   | AG2R Citroën Team ACT |
| --------------------- | ----------------------- | --------------------- |
| Nr                    | Kolarz                  | Miejsce               |
| 31                    | Greg Van Avermaet (BEL) | 62.                   |
| 32                    | Benoît Cosnefroy (FRA)  | 16.                   |
| 33                    | Stan Dewulf (BEL)       | 48.                   |
| 34                    | Lawrence Naesen (BEL)   | DNF                   |
| 35                    | Oliver Naesen (BEL)     | 40.                   |
| 36                    | Pierre Gautherat (FRA)  | DNF                   |
| 37                    | Damien Touzé (FRA)      | 91.                   |

| Lotto Dstny LTD | Lotto Dstny LTD          | Lotto Dstny LTD |
| --------------- | ------------------------ | --------------- |
| Nr              | Kolarz                   | Miejsce         |
| 41              | Caleb Ewan (AUS)         | DNF             |
| 42              | Sébastien Grignard (BEL) | DNF             |
| 43              | Jasper De Buyst (BEL)    | DNF             |
| 44              | Arjen Livyns (BEL)       | 35.             |
| 45              | Frederik Frison (BEL)    | 34.             |
| 46              | Brent Van Moer (BEL)     | DNF             |
| 47              | Florian Vermeersch (BEL) | 12.             |

| Trek-Segafredo TFS | Trek-Segafredo TFS          | Trek-Segafredo TFS |
| ------------------ | --------------------------- | ------------------ |
| Nr                 | Kolarz                      | Miejsce            |
| 51                 | Jasper Stuyven (BEL)        | 26.                |
| 52                 | Emīls Liepiņš (LAT) (szosa) | 71.                |
| 53                 | Daan Hoole (NED)            | 61.                |
| 54                 | Alex Kirsch (LUX)           | DNF                |
| 55                 | Mads Pedersen (DEN)         | 3.                 |
| 56                 | Edward Theuns (BEL)         | 44.                |
| 57                 | Mathias Vacek (CZE)         | 65.                |

| Ineos Grenadiers IGD | Ineos Grenadiers IGD   | Ineos Grenadiers IGD |
| -------------------- | ---------------------- | -------------------- |
| Nr                   | Kolarz                 | Miejsce              |
| 61                   | Thomas Pidcock (GBR)   | 52.                  |
| 62                   | Kim Heiduk (GER)       | DNF                  |
| 63                   | Jhonatan Narváez (ECU) | 25.                  |
| 64                   | Ben Turner (GBR)       | DNF                  |
| 65                   | Luke Rowe (GBR)        | 95.                  |
| 66                   | Magnus Sheffield (USA) | 28.                  |
| 67                   | Connor Swift (GBR)     | 90.                  |

| Soudal Quick-Step SOQ | Soudal Quick-Step SOQ          | Soudal Quick-Step SOQ |
| --------------------- | ------------------------------ | --------------------- |
| Nr                    | Kolarz                         | Miejsce               |
| 71                    | Julian Alaphilippe (FRA)       | 51.                   |
| 72                    | Kasper Asgreen (DEN)           | 7.                    |
| 73                    | Davide Ballerini (ITA)         | 56.                   |
| 74                    | Tim Merlier (BEL) (szosa)      | 43.                   |
| 75                    | Yves Lampaert (BEL)            | 41.                   |
| 76                    | Florian Sénéchal (FRA) (szosa) | DNF                   |
| 77                    | Tim Declercq (BEL)             | DNF                   |

| Team Jayco AlUla JAY | Team Jayco AlUla JAY   | Team Jayco AlUla JAY |
| -------------------- | ---------------------- | -------------------- |
| Nr                   | Kolarz                 | Miejsce              |
| 81                   | Michael Matthews (AUS) | DNF                  |
| 82                   | Luke Durbridge (AUS)   | DNF                  |
| 83                   | Luka Mezgec (SLO)      | DNF                  |
| 84                   | Kelland O’Brien (AUS)  | 72.                  |
| 85                   | Blake Quick (AUS)      | DNF                  |
| 86                   | Elmar Reinders (NED)   | 46.                  |
| 87                   | Zdeněk Štybar (CZE)    | 75.                  |

| EF Education-EasyPost EFE | EF Education-EasyPost EFE   | EF Education-EasyPost EFE |
| ------------------------- | --------------------------- | ------------------------- |
| Nr                        | Kolarz                      | Miejsce                   |
| 91                        | Julius van den Berg (NED)   | 74.                       |
| 92                        | Jens Keukeleire (BEL)       | 53.                       |
| 93                        | Owain Doull (GBR)           | 33.                       |
| 94                        | Mikkel Frølich Honoré (DEN) | 39.                       |
| 95                        | Thomas Scully (NZL)         | DNF                       |
| 96                        | Neilson Powless (USA)       | 5.                        |
| 97                        | Jonas Rutsch (GER)          | 29.                       |

| Bahrain Victorious TBV | Bahrain Victorious TBV | Bahrain Victorious TBV |
| ---------------------- | ---------------------- | ---------------------- |
| Nr                     | Kolarz                 | Miejsce                |
| 101                    | Matej Mohorič (SLO)    | DNF                    |
| 102                    | Nikias Arndt (GER)     | DNF                    |
| 103                    | Kamil Gradek (POL)     | DNF                    |
| 104                    | Filip Maciejuk (POL)   | DSQ                    |
| 105                    | Andrea Pasqualon (ITA) | 36.                    |
| 106                    | Dušan Rajović (SRB)    | DNF                    |
| 107                    | Fred Wright (GBR)      | 8.                     |

| Intermarché-Circus-Wanty ICW | Intermarché-Circus-Wanty ICW | Intermarché-Circus-Wanty ICW |
| ---------------------------- | ---------------------------- | ---------------------------- |
| Nr                           | Kolarz                       | Miejsce                      |
| 111                          | Biniam Girmay (ERI)          | DNF                          |
| 112                          | Sven Erik Bystrøm (NOR)      | 31.                          |
| 113                          | Aimé De Gendt (BEL)          | DNF                          |
| 114                          | Dries De Pooter (BEL)        | 79.                          |
| 115                          | Baptiste Planckaert (BEL)    | DNF                          |
| 116                          | Laurenz Rex (BEL)            | 49.                          |
| 117                          | Taco van der Hoorn (NED)     | DNF                          |

| Team DSM DSM | Team DSM DSM              | Team DSM DSM |
| ------------ | ------------------------- | ------------ |
| Nr           | Kolarz                    | Miejsce      |
| 121          | John Degenkolb (GER)      | 19.          |
| 122          | Pavel Bittner (CZE)       | 82.          |
| 123          | Nils Eekhoff (NED)        | DNF          |
| 124          | Leon Heinschke (GER)      | DNF          |
| 125          | Alexander Edmondson (AUS) | 83.          |
| 126          | Tim Naberman (NED)        | DNF          |
| 127          | Kevin Vermaerke (USA)     | DNF          |

| Bora-Hansgrohe BOH | Bora-Hansgrohe BOH        | Bora-Hansgrohe BOH |
| ------------------ | ------------------------- | ------------------ |
| Nr                 | Kolarz                    | Miejsce            |
| 131                | Shane Archbold (NZL)      | DNF                |
| 132                | Patrick Gamper (AUT)      | DNF                |
| 133                | Marco Haller (AUT)        | DNF                |
| 134                | Nils Politt (GER) (szosa) | 20.                |
| 135                | Jordi Meeus (BEL)         | DNF                |
| 136                | Danny van Poppel (NED)    | DNF                |
| 137                | Jonas Koch (GER)          | 76.                |

| Astana Qazaqstan Team AST | Astana Qazaqstan Team AST      | Astana Qazaqstan Team AST |
| ------------------------- | ------------------------------ | ------------------------- |
| Nr                        | Kolarz                         | Miejsce                   |
| 141                       | Igor Czżan (KAZ) (szosa)       | DNF                       |
| 142                       | Jewgienij Gidicz (KAZ) (szosa) | DNF                       |
| 143                       | Martin Laas (EST)              | DNF                       |
| 144                       | Jewgienij Fiodorow (KAZ)       | 63.                       |
| 145                       | Dmitrij Gruzdiew (KAZ)         | DNF                       |
| 146                       | Nurbergen Nurłychasym (KAZ)    | DNF                       |
| 147                       | Gleb Syrica                    | 73.                       |

| Cofidis COF | Cofidis COF            | Cofidis COF |
| ----------- | ---------------------- | ----------- |
| Nr          | Kolarz                 | Miejsce     |
| 151         | Piet Allegaert (BEL)   | 45.         |
| 152         | Wesley Kreder (NED)    | DNF         |
| 153         | Christophe Noppe (BEL) | 77.         |
| 154         | André Carvalho (POR)   | DNF         |
| 155         | Alexis Renard (FRA)    | DNF         |
| 156         | Axel Zingle (FRA)      | 38.         |
| 157         | Max Walscheid (GER)    | 55.         |

| Israel-Premier Tech IPT | Israel-Premier Tech IPT | Israel-Premier Tech IPT |
| ----------------------- | ----------------------- | ----------------------- |
| Nr                      | Kolarz                  | Miejsce                 |
| 161                     | Dylan Teuns (BEL)       | 37.                     |
| 162                     | Guillaume Boivin (CAN)  | 93.                     |
| 163                     | Jens Reynders (BEL)     | DNF                     |
| 164                     | Hugo Houle (CAN)        | 66.                     |
| 165                     | Krists Neilands (LAT)   | DNF                     |
| 166                     | Tom Van Asbroeck (BEL)  | 23.                     |
| 167                     | Sep Vanmarcke (BEL)     | 24.                     |

| Q36.5 Pro Cycling Team Q36 | Q36.5 Pro Cycling Team Q36 | Q36.5 Pro Cycling Team Q36 |
| -------------------------- | -------------------------- | -------------------------- |
| Nr                         | Kolarz                     | Miejsce                    |
| 171                        | Jack Bauer (NZL)           | DNF                        |
| 172                        | Filippo Colombo (SUI)      | 50.                        |
| 173                        | Alessandro Fedeli (ITA)    | DNF                        |
| 174                        | Nicolò Parisini (ITA)      | DNF                        |
| 175                        | Kamil Małecki (POL)        | DNF                        |
| 176                        | Antonio Puppio (ITA)       | 92.                        |
| 177                        | Nickolas Zukowsky (CAN)    | DNF                        |

| Arkéa-Samsic ARK | Arkéa-Samsic ARK      | Arkéa-Samsic ARK |
| ---------------- | --------------------- | ---------------- |
| Nr               | Kolarz                | Miejsce          |
| 181              | Hugo Hofstetter (FRA) | 86.              |
| 182              | Jenthe Biermans (BEL) | DNF              |
| 183              | David Dekker (NED)    | DNF              |
| 184              | Matis Louvel (FRA)    | 27.              |
| 185              | Daniel McLay (GBR)    | 96.              |
| 186              | Mathis Le Berre (FRA) | 94.              |
| 187              | Clément Russo (FRA)   | 81.              |

| Groupama-FDJ GFC | Groupama-FDJ GFC       | Groupama-FDJ GFC |
| ---------------- | ---------------------- | ---------------- |
| Nr               | Kolarz                 | Miejsce          |
| 191              | Stefan Küng (SUI)      | 6.               |
| 192              | Lewis Askey (GBR)      | 32.              |
| 193              | Kevin Geniets (LUX)    | DNF              |
| 194              | Olivier Le Gac (FRA)   | 60.              |
| 195              | Fabian Lienhard (SUI)  | 78.              |
| 196              | Valentin Madouas (FRA) | DNF              |
| 197              | Samuel Watson (GBR)    | 67.              |

| Movistar Team MOV | Movistar Team MOV         | Movistar Team MOV |
| ----------------- | ------------------------- | ----------------- |
| Nr                | Kolarz                    | Miejsce           |
| 201               | Iván García Cortina (ESP) | 21.               |
| 202               | Juri Hollmann (GER)       | DNF               |
| 203               | Johan Jacobs (SUI)        | 88.               |
| 204               | Matteo Jorgenson (USA)    | 9.                |
| 205               | Oier Lazkano (ESP)        | DNF               |
| 206               | Iván Romeo (ESP)          | DNF               |
| 207               | Mathias Norsgaard (DEN)   | 57.               |

| TotalEnergies TEN | TotalEnergies TEN          | TotalEnergies TEN |
| ----------------- | -------------------------- | ----------------- |
| Nr                | Kolarz                     | Miejsce           |
| 211               | Peter Sagan (SVK) (szosa)  | DNF               |
| 212               | Edvald Boasson Hagen (NOR) | DNF               |
| 213               | Paul Ourselin (FRA)        | DNF               |
| 214               | Thomas Bonnet (FRA)        | DNF               |
| 215               | Sandy Dujardin (FRA)       | 70.               |
| 216               | Anthony Turgis (FRA)       | 17.               |
| 217               | Dries Van Gestel (BEL)     | 22.               |

| Bingoal WB BWB | Bingoal WB BWB                 | Bingoal WB BWB |
| -------------- | ------------------------------ | -------------- |
| Nr             | Kolarz                         | Miejsce        |
| 221            | Guillaume Van Keirsbulck (BEL) | 47.            |
| 222            | Floris De Tier (BEL)           | 85.            |
| 223            | Dimitri Peyskens (BEL)         | DNF            |
| 224            | Alexis Guérin (FRA)            | DNF            |
| 225            | Julian Mertens (BEL)           | 64.            |
| 226            | Ludovic Robeet (BEL)           | DNF            |
| 227            | Luca Van Boven (BEL)           | 89.            |

| Team Flanders-Baloise TFB | Team Flanders-Baloise TFB | Team Flanders-Baloise TFB |
| ------------------------- | ------------------------- | ------------------------- |
| Nr                        | Kolarz                    | Miejsce                   |
| 231                       | Vito Braet (BEL)          | 59.                       |
| 232                       | Alex Colman (BEL)         | DNF                       |
| 233                       | Sander De Pestel (BEL)    | DNF                       |
| 234                       | Lindsay De Vylder (BEL)   | DNF                       |
| 235                       | Jenno Berckmoes (BEL)     | DNF                       |
| 236                       | Gilles De Wilde (BEL)     | DNF                       |
| 237                       | Ward Vanhoof (BEL)        | DNF                       |

| Uno-X Pro Cycling Team UXT | Uno-X Pro Cycling Team UXT  | Uno-X Pro Cycling Team UXT |
| -------------------------- | --------------------------- | -------------------------- |
| Nr                         | Kolarz                      | Miejsce                    |
| 241                        | Alexander Kristoff (NOR)    | 18.                        |
| 242                        | Martin Urianstad (NOR)      | DNF                        |
| 243                        | Kristoffer Halvorsen (NOR)  | DNF                        |
| 244                        | William Blume Levy (DEN)    | 84.                        |
| 245                        | Erik Nordsæter Resell (NOR) | DNF                        |
| 246                        | Louis Bendixen (DEN)        | DNF                        |
| 247                        | Rasmus Tiller (NOR) (szosa) | 87.                        |

| Alpecin-Deceuninck ADC | Alpecin-Deceuninck ADC     | Alpecin-Deceuninck ADC |
| ---------------------- | -------------------------- | ---------------------- |
| Nr                     | Kolarz                     | Miejsce                |
| 1                      | Mathieu van der Poel (NED) | 2.                     |
| 2                      | Silvan Dillier (SUI)       | 80.                    |
| 3                      | Maurice Ballerstedt (GER)  | DNF                    |
| 4                      | Michael Gogl (AUT)         | DNF                    |
| 5                      | Søren Kragh Andersen (DEN) | DNF                    |
| 6                      | Gianni Vermeersch (BEL)    | 30.                    |
| 7                      | Xandro Meurisse (BEL)      | 54.                    |

| Jumbo-Visma TJV | Jumbo-Visma TJV            | Jumbo-Visma TJV |
| --------------- | -------------------------- | --------------- |
| Nr              | Kolarz                     | Miejsce         |
| 11              | Wout van Aert (BEL)        | 4.              |
| 12              | Edoardo Affini (ITA)       | DNF             |
| 13              | Tiesj Benoot (BEL)         | 13.             |
| 14              | Christophe Laporte (FRA)   | 14.             |
| 15              | Tim van Dijke (NED)        | 42.             |
| 16              | Tosh Van der Sande (BEL)   | DNF             |
| 17              | Nathan Van Hooydonck (BEL) | 11.             |

| UAE Team Emirates UAD | UAE Team Emirates UAD      | UAE Team Emirates UAD |
| --------------------- | -------------------------- | --------------------- |
| Nr                    | Kolarz                     | Miejsce               |
| 21                    | Tadej Pogačar (SLO)        | 1.                    |
| 22                    | Rui Oliveira (POR)         | 58.                   |
| 23                    | Sjoerd Bax (NED)           | 68.                   |
| 24                    | Mikkel Bjerg (DEN)         | 15.                   |
| 25                    | Vegard Stake Laengen (NOR) | 69.                   |
| 26                    | Matteo Trentin (ITA)       | 10.                   |
| 27                    | Tim Wellens (BEL)          | DNF                   |

| AG2R Citroën Team ACT | AG2R Citroën Team ACT   | AG2R Citroën Team ACT |
| --------------------- | ----------------------- | --------------------- |
| Nr                    | Kolarz                  | Miejsce               |
| 31                    | Greg Van Avermaet (BEL) | 62.                   |
| 32                    | Benoît Cosnefroy (FRA)  | 16.                   |
| 33                    | Stan Dewulf (BEL)       | 48.                   |
| 34                    | Lawrence Naesen (BEL)   | DNF                   |
| 35                    | Oliver Naesen (BEL)     | 40.                   |
| 36                    | Pierre Gautherat (FRA)  | DNF                   |
| 37                    | Damien Touzé (FRA)      | 91.                   |

| Lotto Dstny LTD | Lotto Dstny LTD          | Lotto Dstny LTD |
| --------------- | ------------------------ | --------------- |
| Nr              | Kolarz                   | Miejsce         |
| 41              | Caleb Ewan (AUS)         | DNF             |
| 42              | Sébastien Grignard (BEL) | DNF             |
| 43              | Jasper De Buyst (BEL)    | DNF             |
| 44              | Arjen Livyns (BEL)       | 35.             |
| 45              | Frederik Frison (BEL)    | 34.             |
| 46              | Brent Van Moer (BEL)     | DNF             |
| 47              | Florian Vermeersch (BEL) | 12.             |

| Trek-Segafredo TFS | Trek-Segafredo TFS          | Trek-Segafredo TFS |
| ------------------ | --------------------------- | ------------------ |
| Nr                 | Kolarz                      | Miejsce            |
| 51                 | Jasper Stuyven (BEL)        | 26.                |
| 52                 | Emīls Liepiņš (LAT) (szosa) | 71.                |
| 53                 | Daan Hoole (NED)            | 61.                |
| 54                 | Alex Kirsch (LUX)           | DNF                |
| 55                 | Mads Pedersen (DEN)         | 3.                 |
| 56                 | Edward Theuns (BEL)         | 44.                |
| 57                 | Mathias Vacek (CZE)         | 65.                |

| Ineos Grenadiers IGD | Ineos Grenadiers IGD   | Ineos Grenadiers IGD |
| -------------------- | ---------------------- | -------------------- |
| Nr                   | Kolarz                 | Miejsce              |
| 61                   | Thomas Pidcock (GBR)   | 52.                  |
| 62                   | Kim Heiduk (GER)       | DNF                  |
| 63                   | Jhonatan Narváez (ECU) | 25.                  |
| 64                   | Ben Turner (GBR)       | DNF                  |
| 65                   | Luke Rowe (GBR)        | 95.                  |
| 66                   | Magnus Sheffield (USA) | 28.                  |
| 67                   | Connor Swift (GBR)     | 90.                  |

| Soudal Quick-Step SOQ | Soudal Quick-Step SOQ          | Soudal Quick-Step SOQ |
| --------------------- | ------------------------------ | --------------------- |
| Nr                    | Kolarz                         | Miejsce               |
| 71                    | Julian Alaphilippe (FRA)       | 51.                   |
| 72                    | Kasper Asgreen (DEN)           | 7.                    |
| 73                    | Davide Ballerini (ITA)         | 56.                   |
| 74                    | Tim Merlier (BEL) (szosa)      | 43.                   |
| 75                    | Yves Lampaert (BEL)            | 41.                   |
| 76                    | Florian Sénéchal (FRA) (szosa) | DNF                   |
| 77                    | Tim Declercq (BEL)             | DNF                   |

| Team Jayco AlUla JAY | Team Jayco AlUla JAY   | Team Jayco AlUla JAY |
| -------------------- | ---------------------- | -------------------- |
| Nr                   | Kolarz                 | Miejsce              |
| 81                   | Michael Matthews (AUS) | DNF                  |
| 82                   | Luke Durbridge (AUS)   | DNF                  |
| 83                   | Luka Mezgec (SLO)      | DNF                  |
| 84                   | Kelland O’Brien (AUS)  | 72.                  |
| 85                   | Blake Quick (AUS)      | DNF                  |
| 86                   | Elmar Reinders (NED)   | 46.                  |
| 87                   | Zdeněk Štybar (CZE)    | 75.                  |

| EF Education-EasyPost EFE | EF Education-EasyPost EFE   | EF Education-EasyPost EFE |
| ------------------------- | --------------------------- | ------------------------- |
| Nr                        | Kolarz                      | Miejsce                   |
| 91                        | Julius van den Berg (NED)   | 74.                       |
| 92                        | Jens Keukeleire (BEL)       | 53.                       |
| 93                        | Owain Doull (GBR)           | 33.                       |
| 94                        | Mikkel Frølich Honoré (DEN) | 39.                       |
| 95                        | Thomas Scully (NZL)         | DNF                       |
| 96                        | Neilson Powless (USA)       | 5.                        |
| 97                        | Jonas Rutsch (GER)          | 29.                       |

| Bahrain Victorious TBV | Bahrain Victorious TBV | Bahrain Victorious TBV |
| ---------------------- | ---------------------- | ---------------------- |
| Nr                     | Kolarz                 | Miejsce                |
| 101                    | Matej Mohorič (SLO)    | DNF                    |
| 102                    | Nikias Arndt (GER)     | DNF                    |
| 103                    | Kamil Gradek (POL)     | DNF                    |
| 104                    | Filip Maciejuk (POL)   | DSQ                    |
| 105                    | Andrea Pasqualon (ITA) | 36.                    |
| 106                    | Dušan Rajović (SRB)    | DNF                    |
| 107                    | Fred Wright (GBR)      | 8.                     |

| Intermarché-Circus-Wanty ICW | Intermarché-Circus-Wanty ICW | Intermarché-Circus-Wanty ICW |
| ---------------------------- | ---------------------------- | ---------------------------- |
| Nr                           | Kolarz                       | Miejsce                      |
| 111                          | Biniam Girmay (ERI)          | DNF                          |
| 112                          | Sven Erik Bystrøm (NOR)      | 31.                          |
| 113                          | Aimé De Gendt (BEL)          | DNF                          |
| 114                          | Dries De Pooter (BEL)        | 79.                          |
| 115                          | Baptiste Planckaert (BEL)    | DNF                          |
| 116                          | Laurenz Rex (BEL)            | 49.                          |
| 117                          | Taco van der Hoorn (NED)     | DNF                          |

| Team DSM DSM | Team DSM DSM              | Team DSM DSM |
| ------------ | ------------------------- | ------------ |
| Nr           | Kolarz                    | Miejsce      |
| 121          | John Degenkolb (GER)      | 19.          |
| 122          | Pavel Bittner (CZE)       | 82.          |
| 123          | Nils Eekhoff (NED)        | DNF          |
| 124          | Leon Heinschke (GER)      | DNF          |
| 125          | Alexander Edmondson (AUS) | 83.          |
| 126          | Tim Naberman (NED)        | DNF          |
| 127          | Kevin Vermaerke (USA)     | DNF          |

| Bora-Hansgrohe BOH | Bora-Hansgrohe BOH        | Bora-Hansgrohe BOH |
| ------------------ | ------------------------- | ------------------ |
| Nr                 | Kolarz                    | Miejsce            |
| 131                | Shane Archbold (NZL)      | DNF                |
| 132                | Patrick Gamper (AUT)      | DNF                |
| 133                | Marco Haller (AUT)        | DNF                |
| 134                | Nils Politt (GER) (szosa) | 20.                |
| 135                | Jordi Meeus (BEL)         | DNF                |
| 136                | Danny van Poppel (NED)    | DNF                |
| 137                | Jonas Koch (GER)          | 76.                |

| Astana Qazaqstan Team AST | Astana Qazaqstan Team AST      | Astana Qazaqstan Team AST |
| ------------------------- | ------------------------------ | ------------------------- |
| Nr                        | Kolarz                         | Miejsce                   |
| 141                       | Igor Czżan (KAZ) (szosa)       | DNF                       |
| 142                       | Jewgienij Gidicz (KAZ) (szosa) | DNF                       |
| 143                       | Martin Laas (EST)              | DNF                       |
| 144                       | Jewgienij Fiodorow (KAZ)       | 63.                       |
| 145                       | Dmitrij Gruzdiew (KAZ)         | DNF                       |
| 146                       | Nurbergen Nurłychasym (KAZ)    | DNF                       |
| 147                       | Gleb Syrica                    | 73.                       |

| Cofidis COF | Cofidis COF            | Cofidis COF |
| ----------- | ---------------------- | ----------- |
| Nr          | Kolarz                 | Miejsce     |
| 151         | Piet Allegaert (BEL)   | 45.         |
| 152         | Wesley Kreder (NED)    | DNF         |
| 153         | Christophe Noppe (BEL) | 77.         |
| 154         | André Carvalho (POR)   | DNF         |
| 155         | Alexis Renard (FRA)    | DNF         |
| 156         | Axel Zingle (FRA)      | 38.         |
| 157         | Max Walscheid (GER)    | 55.         |

| Israel-Premier Tech IPT | Israel-Premier Tech IPT | Israel-Premier Tech IPT |
| ----------------------- | ----------------------- | ----------------------- |
| Nr                      | Kolarz                  | Miejsce                 |
| 161                     | Dylan Teuns (BEL)       | 37.                     |
| 162                     | Guillaume Boivin (CAN)  | 93.                     |
| 163                     | Jens Reynders (BEL)     | DNF                     |
| 164                     | Hugo Houle (CAN)        | 66.                     |
| 165                     | Krists Neilands (LAT)   | DNF                     |
| 166                     | Tom Van Asbroeck (BEL)  | 23.                     |
| 167                     | Sep Vanmarcke (BEL)     | 24.                     |

| Q36.5 Pro Cycling Team Q36 | Q36.5 Pro Cycling Team Q36 | Q36.5 Pro Cycling Team Q36 |
| -------------------------- | -------------------------- | -------------------------- |
| Nr                         | Kolarz                     | Miejsce                    |
| 171                        | Jack Bauer (NZL)           | DNF                        |
| 172                        | Filippo Colombo (SUI)      | 50.                        |
| 173                        | Alessandro Fedeli (ITA)    | DNF                        |
| 174                        | Nicolò Parisini (ITA)      | DNF                        |
| 175                        | Kamil Małecki (POL)        | DNF                        |
| 176                        | Antonio Puppio (ITA)       | 92.                        |
| 177                        | Nickolas Zukowsky (CAN)    | DNF                        |

| Arkéa-Samsic ARK | Arkéa-Samsic ARK      | Arkéa-Samsic ARK |
| ---------------- | --------------------- | ---------------- |
| Nr               | Kolarz                | Miejsce          |
| 181              | Hugo Hofstetter (FRA) | 86.              |
| 182              | Jenthe Biermans (BEL) | DNF              |
| 183              | David Dekker (NED)    | DNF              |
| 184              | Matis Louvel (FRA)    | 27.              |
| 185              | Daniel McLay (GBR)    | 96.              |
| 186              | Mathis Le Berre (FRA) | 94.              |
| 187              | Clément Russo (FRA)   | 81.              |

| Groupama-FDJ GFC | Groupama-FDJ GFC       | Groupama-FDJ GFC |
| ---------------- | ---------------------- | ---------------- |
| Nr               | Kolarz                 | Miejsce          |
| 191              | Stefan Küng (SUI)      | 6.               |
| 192              | Lewis Askey (GBR)      | 32.              |
| 193              | Kevin Geniets (LUX)    | DNF              |
| 194              | Olivier Le Gac (FRA)   | 60.              |
| 195              | Fabian Lienhard (SUI)  | 78.              |
| 196              | Valentin Madouas (FRA) | DNF              |
| 197              | Samuel Watson (GBR)    | 67.              |

| Movistar Team MOV | Movistar Team MOV         | Movistar Team MOV |
| ----------------- | ------------------------- | ----------------- |
| Nr                | Kolarz                    | Miejsce           |
| 201               | Iván García Cortina (ESP) | 21.               |
| 202               | Juri Hollmann (GER)       | DNF               |
| 203               | Johan Jacobs (SUI)        | 88.               |
| 204               | Matteo Jorgenson (USA)    | 9.                |
| 205               | Oier Lazkano (ESP)        | DNF               |
| 206               | Iván Romeo (ESP)          | DNF               |
| 207               | Mathias Norsgaard (DEN)   | 57.               |

| TotalEnergies TEN | TotalEnergies TEN          | TotalEnergies TEN |
| ----------------- | -------------------------- | ----------------- |
| Nr                | Kolarz                     | Miejsce           |
| 211               | Peter Sagan (SVK) (szosa)  | DNF               |
| 212               | Edvald Boasson Hagen (NOR) | DNF               |
| 213               | Paul Ourselin (FRA)        | DNF               |
| 214               | Thomas Bonnet (FRA)        | DNF               |
| 215               | Sandy Dujardin (FRA)       | 70.               |
| 216               | Anthony Turgis (FRA)       | 17.               |
| 217               | Dries Van Gestel (BEL)     | 22.               |

| Bingoal WB BWB | Bingoal WB BWB                 | Bingoal WB BWB |
| -------------- | ------------------------------ | -------------- |
| Nr             | Kolarz                         | Miejsce        |
| 221            | Guillaume Van Keirsbulck (BEL) | 47.            |
| 222            | Floris De Tier (BEL)           | 85.            |
| 223            | Dimitri Peyskens (BEL)         | DNF            |
| 224            | Alexis Guérin (FRA)            | DNF            |
| 225            | Julian Mertens (BEL)           | 64.            |
| 226            | Ludovic Robeet (BEL)           | DNF            |
| 227            | Luca Van Boven (BEL)           | 89.            |

| Team Flanders-Baloise TFB | Team Flanders-Baloise TFB | Team Flanders-Baloise TFB |
| ------------------------- | ------------------------- | ------------------------- |
| Nr                        | Kolarz                    | Miejsce                   |
| 231                       | Vito Braet (BEL)          | 59.                       |
| 232                       | Alex Colman (BEL)         | DNF                       |
| 233                       | Sander De Pestel (BEL)    | DNF                       |
| 234                       | Lindsay De Vylder (BEL)   | DNF                       |
| 235                       | Jenno Berckmoes (BEL)     | DNF                       |
| 236                       | Gilles De Wilde (BEL)     | DNF                       |
| 237                       | Ward Vanhoof (BEL)        | DNF                       |

| Uno-X Pro Cycling Team UXT | Uno-X Pro Cycling Team UXT  | Uno-X Pro Cycling Team UXT |
| -------------------------- | --------------------------- | -------------------------- |
| Nr                         | Kolarz                      | Miejsce                    |
| 241                        | Alexander Kristoff (NOR)    | 18.                        |
| 242                        | Martin Urianstad (NOR)      | DNF                        |
| 243                        | Kristoffer Halvorsen (NOR)  | DNF                        |
| 244                        | William Blume Levy (DEN)    | 84.                        |
| 245                        | Erik Nordsæter Resell (NOR) | DNF                        |
| 246                        | Louis Bendixen (DEN)        | DNF                        |
| 247                        | Rasmus Tiller (NOR) (szosa) | 87.                        |

Legenda: DNF – nie ukończył, OTL – przekroczył limit czasu, DNS – nie wystartował, DSQ – zdyskwalifikowany.

## Klasyfikacja generalna
| \| Klasyfikacja generalna \| Klasyfikacja generalna \| Klasyfikacja generalna \| Klasyfikacja generalna \| Klasyfikacja generalna \| \| Kolarz \| Kolarz \| Państwo \| Drużyna \| Czas \| \| ---------------------- \| ---------------------- \| ---------------------- \| ---------------------- \| ---------------------- \| \| 1. \| Tadej Pogačar \| Słowenia \| UAE Team Emirates \| 6h 12' 07" \| \| 2. \| Mathieu van der Poel \| Holandia \| Alpecin-Deceuninck \| + 16" \| \| 3. \| Mads Pedersen \| Dania \| Trek-Segafredo \| + 1' 12" \| \| 4. \| Wout van Aert \| Belgia \| Jumbo-Visma \| + 1' 12" \| \| 5. \| Neilson Powless \| Stany Zjednoczone \| EF Education-EasyPost \| + 1' 12" \| \| 6. \| Stefan Küng \| Szwajcaria \| Groupama-FDJ \| + 1' 12" \| \| 7. \| Kasper Asgreen \| Dania \| Soudal Quick-Step \| + 1' 12" \| \| 8. \| Fred Wright \| Wielka Brytania \| Bahrain Victorious \| + 1' 12" \| \| 9. \| Matteo Jorgenson \| Stany Zjednoczone \| Movistar Team \| + 1' 19" \| \| 10. \| Matteo Trentin \| Włochy \| UAE Team Emirates \| + 2' 49" \| \| 11. \| Nathan Van Hooydonck \| Belgia \| Jumbo-Visma \| + 3' 12" \| \| 12. \| Florian Vermeersch \| Belgia \| Lotto Dstny \| + 3' 31" \| \| 13. \| Tiesj Benoot \| Belgia \| Jumbo-Visma \| + 5' 12" \| \| 14. \| Christophe Laporte \| Francja \| Jumbo-Visma \| + 5' 16" \| \| 15. \| Mikkel Bjerg \| Dania \| UAE Team Emirates \| + 5' 16" \| \| 16. \| Benoît Cosnefroy \| Francja \| AG2R Citroën Team \| + 5' 16" \| \| 17. \| Anthony Turgis \| Francja \| TotalEnergies \| + 6' 04" \| \| 18. \| Alexander Kristoff \| Norwegia \| Uno-X Pro Cycling Team \| + 6' 09" \| \| 19. \| John Degenkolb \| Niemcy \| Team DSM \| + 6' 09" \| \| 20. \| Nils Politt \| Niemcy \| Bora-Hansgrohe \| + 6' 09" \| |                      |                   |                        |            |
| |                      |                   |                        |            |
| Źródło: ProCyclingStats |                      |                   |                        |            |
| Klasyfikacja generalna |                      |                   |                        |            |
| Kolarz | Kolarz               | Państwo           | Drużyna                | Czas       |
| 1. | Tadej Pogačar        | Słowenia          | UAE Team Emirates      | 6h 12' 07" |
| 2. | Mathieu van der Poel | Holandia          | Alpecin-Deceuninck     | + 16"      |
| 3. | Mads Pedersen        | Dania             | Trek-Segafredo         | + 1' 12"   |
| 4. | Wout van Aert        | Belgia            | Jumbo-Visma            | + 1' 12"   |
| 5. | Neilson Powless      | Stany Zjednoczone | EF Education-EasyPost  | + 1' 12"   |
| 6. | Stefan Küng          | Szwajcaria        | Groupama-FDJ           | + 1' 12"   |
| 7. | Kasper Asgreen       | Dania             | Soudal Quick-Step      | + 1' 12"   |
| 8. | Fred Wright          | Wielka Brytania   | Bahrain Victorious     | + 1' 12"   |
| 9. | Matteo Jorgenson     | Stany Zjednoczone | Movistar Team          | + 1' 19"   |
| 10. | Matteo Trentin       | Włochy            | UAE Team Emirates      | + 2' 49"   |
| 11. | Nathan Van Hooydonck | Belgia            | Jumbo-Visma            | + 3' 12"   |
| 12. | Florian Vermeersch   | Belgia            | Lotto Dstny            | + 3' 31"   |
| 13. | Tiesj Benoot         | Belgia            | Jumbo-Visma            | + 5' 12"   |
| 14. | Christophe Laporte   | Francja           | Jumbo-Visma            | + 5' 16"   |
| 15. | Mikkel Bjerg         | Dania             | UAE Team Emirates      | + 5' 16"   |
| 16. | Benoît Cosnefroy     | Francja           | AG2R Citroën Team      | + 5' 16"   |
| 17. | Anthony Turgis       | Francja           | TotalEnergies          | + 6' 04"   |
| 18. | Alexander Kristoff   | Norwegia          | Uno-X Pro Cycling Team | + 6' 09"   |
| 19. | John Degenkolb       | Niemcy            | Team DSM               | + 6' 09"   |
| 20. | Nils Politt          | Niemcy            | Bora-Hansgrohe         | + 6' 09"   |